# Політика Афганістану
Політика Афганістану — політична система Ісламського Емірату Афганістан, визначальним чинником якої є ісламський рух талібів, що має безроздільне право призначати урядовців і формувати владу. Після захоплення талібами Афганістану цей рух 7 вересня 2021 року оголосив про створення перехідного уряду, який повністю складається з чільних діячів Талібану повстанських часів.

## Верховний лідер
Керівником Ісламського Емірату Афганістан є Хайбатулла Ахундзада, який має повноваження на всі політичні, військові, релігійні рішення та на урядові призначення. Як верховний лідер велику частину своєї роботи він виконує спільно з Рахбарі Шура (Рада керівництва), яка наглядає за урядом Афганістану і прем'єр-міністром. Рахбарі Шура вкупі з Ахундзадою призначає осіб на ключові урядові посади, до яких зараховують посади прем'єр-міністра, віцепрем'єр-міністра, міністра закордонних справ і міністра внутрішніх справ.
Нині верховний лідер також відповідає за визначення кінцевих цілей уряду Афганістану, виступаючи точкою єдності та керівною ланкою між різними фракціями Талібану. Наділений статусом мавлаві та володіючи знаннями фікг, Хайбатулла Ахундзади здобув широку повагу серед талібів і, таким чином, вважається об'єднавчою постаттю.

## Рахбарі Шура
Рахбарі Шура (Рада керівництва) — рада у складі 26 членів, яка допомагає верховному лідеру правити Афганістаном. За словами чинного заступника міністра інформації та речника уряду Забіулли Муджахіда, Рахбарі Шура наглядатиме за Радою міністрів і визначатиме ключові владні рішення. Рада також відповідала за призначення нового верховного лідера після смерті його попередника, однак поки що невідомо, чи буде рада виконувати ці повноваження після падіння Кабула 2021 року.
Ця установа нагадує управління Ісламським Еміратом Афганістан із 1996 по 2001 рік, коли Мухаммед Омар очолював Верховну раду. Однак цю систему також порівнюють із Верховним лідером Ірану та його клерикальною системою правління. Сама рада також була виконавчим органом Талібану під час війни в Афганістані, визначаючи загальний напрямок групи як повстанців.
За повідомленням Al Jazeera, Рада міністрів на практиці безсила, оскільки вся політична влада фактично належить Ахундзаді та Рахбарі Шурі, яка базується в Кандагарі.

## Уряд

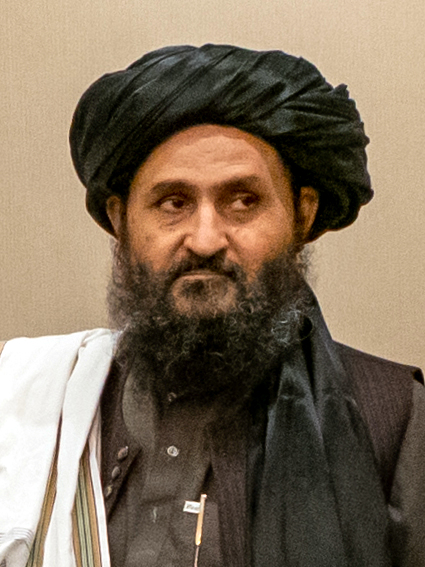
Віцепрем'єр-міністр Абдул Гані Барадар

Нині чинний перехідний уряд представлено шляхом оголошення 7 вересня 2021 року. Країною в цілому править Хайбатулла Ахундзада, який став головою Талібану 2016 року. Прем'єр-міністра Мухаммада Хасана Ахунда обрали як компромісного кандидата між поміркованою та непоступливою фракціями талібів. Є два віцепрем'єр-міністри Абдул Гані Барадар і Абдул Салам Ханафі.
Загалом до складу уряду (без Хайбатулли Ахундзади) увійшли 33 міністри, всі — чоловіки. Два міністри — таджики, а один (Абдул Салам Ханафі) — узбек. Всі інші міністри, а також Хайбатулла Ахундзада походять із етнічної групи пуштунів. Бувши найбільшою національною групою країни, пуштуни тривалий час переважали як у політиці талібів, так і в політиці, що не мала відношення до талібів. Деякі члени уряду були міністрами під час попередньої доби правління талібів, яка тривала з 1996 по 2001.
Уряд оголосив головний речник Талібану Забіулла Муджахід, який заявив, що цей кабінет міністрів не повний, через що плануються подальші призначення. Попри те, що Талібан раніше зазначав, що хоче сформувати уряд, в якому представлено всі політичні сили, всі міністри виявилися давніми членами Талібану.
21 вересня 2021 року Муджахід оголосив про розширення тимчасового уряду талібів, призначивши заступників міністрів. Мудждахід обстоював суто чоловічий список додаткових членів, заявляючи, що серед них є представники нацменшин, таких як хазарейці, а жінки можуть бути додані пізніше. Призначення включало діячів із Панджшерської ущелини і Баглану. 

## Політика
Повна назва держави — Ісламський Емірат Афганістан. Політика талібів полягає у здійсненні законів шаріату.
9 вересня після масштабних протестів, очолюваних жінками, було заборонено несхвалені протести. Політика щодо жінок включає і заборону на заняття спортом.

## Освіта
Уряд розпорядився відновити роботу початкових шкіл та оголосив, що планує знову відкрити середні школи для хлопців, але поки що не коментує, чи зможуть відвідувати середню школу дівчата. Хоча Талібан твердить, що студентки зможуть повернутися до вишів за умови, що будуть відокремлені від студентів-чоловіків (і по можливості від викладачів чоловічої статі), The Guardian відзначає, що «якщо середні школи не відкриються знову для дівчат, зобов'язання дозволити університетську освіту стануть безглуздими після того, як нинішня когорта студенток закінчить навчання». Міністр вищої освіти Абдул Бакі Хаккані сказав, що від усіх студенток вимагатимуть дотримуватися правильного хіджабу, але не уточнив, чи це потребує покриття обличчя.
21 вересня прессекретар Талібану Забіулла Муджахід оголосив, що учениці середніх шкіл повернуться до навчання «якомога швидше», проте не запропонував чітких часових рамок, твердячи, що Талібан «завершує» зміни в освіті для дівчаток, зумовлені недоліками попередньої системи освіти. Жодних подробиць про проблеми попередньої системи освіти він не згадав.

## Визнання та відносини
Посланник Афганістану в ООН звернувся до міжнародного співтовариства з проханням не визнавати новий уряд. Талібан прагне такого визнання, але ще його не отримав, інші уряди до певної міри займаються цим.

## Порізненість
Після приходу до влади надходили повідомлення про групівщину та міжусобиці різних таборів у межах Талібану у справах воєнної здобичі, заслуг і вкладу у повстанський рух та політичних призначень у новому уряді. Йдеться про фракцію поміркованих, фундаменталістів, джихадистів і мережу Хаккані.